# Bac-Mhic-Connain-Messer
Das Bac-Mhic-Connain-Messer ist ein archäologischer Fund, der 1919 bei Ausgrabungen des Souterrain und Wheelhouse von Bac Mhic Connain auf der mit North Uist verbundenen Gezeiteninsel Vallay, Äußere Hebriden, Schottland, entdeckt wurde. Es handelt sich um einen Messergriff mit dem Rest einer Klinge. Der Griff wurde aus dem Knochen eines Wals gefertigt. In den Griff sind Ogham-Zeichen eingeritzt. Das Bac-Mhic-Connain-Messer, das im Schottischen Nationalmuseum in Edinburgh aufbewahrt wird, stammt aus dem 6. bis 8. Jahrhundert n. Chr.

## Beschreibung
Der erhaltene Teil des Bac-Mhic-Connain-Messers ist 11,5 cm lang, 1,6 cm breit und 2 cm dick. Der Griff aus Walknochen verjüngt sich leicht zum Griffende hin. Im Griffende befindet sich eine kegelförmige Mulde. Von der Eisenklinge des Messers ist nur noch ein kleiner verrosteter Rest, der im Griff steckt, übrig. Beim Klingenrest ist ein Teil des Walknochens abgebrochen. Ansonsten ist der Messergriff gut erhalten.

## Inschrift
Das Messer weist eine vollständige Inschrift auf. Es gibt keine Anzeichen, dass Ogham-Zeichen oder Teile davon abgebrochen sind. Die nur schwach eingeritzten Zeichen befinden sich auf der Innenseite des Griffs. Die Inschrift hat keine eingeritzte Stammlinie. Der Knochen wurde jedoch so bearbeitet, um einen leicht angehobenen Rand als Stammlinie zu erhalten. Die Selbstlaute bestehen aus kurzen Strichen.
Wegen der schwach eingeritzten Zeichen kommt die Fachwissenschaft zu äußerst unterschiedlichen Übertragungsergebnissen der Ogham-Zeichen. Erskine Beveridge (1851–1920), der Leiter der Ausgrabungen von 1919, las MACUNM?DENCO(oder U)T. Dagegen sah Robert Alexander Stewart Macalister (1870–1950) die Inschrift BELANCEN UCOTA, die er mit „Belanc's Messer“ übersetzte. Forscher des Schottischen Nationalmuseums glaubten MEQUNTENUCOT zu erkennen und Katherine Forsyth liest M(a/o)QUNTEN( /a)CoT (Kleinbuchstaben sind von Forsyth vorgenommene Ergänzungen), wobei sie bei umgekehrter Leserichtung auch VoS( /a)QEVQUN(a/o)M für denkbar hält. Eine eindeutige Übertragung der Ogham-Zeichen sowie deren Übersetzung ist wegen der unterschiedlichen Lesungsversuche somit nicht möglich. Jedoch wird in der Forschung häufig eine in der Inschrift enthaltene Namensangabe des Messerbesitzers vermutet.

## Besonderheit
Das Bac-Mhic-Connain-Messer gehört zu den in der Ogham-Fachliteratur nur zwölf erwähnten Kleinfunden, also Funden, bei denen die Ogham-Zeichen nicht in Steinplatten und Steinsäulen (etwa 400), sondern in kleine bewegliche Objekte (vorwiegend Alltagsgegenstände) eingeritzt sind. Davon wurden vier in Schottland entdeckt, nämlich das Bac-Mhic-Connain-Messer und das Bornais-Knochenplättchen auf den Äußeren Hebriden sowie das Gurness-Messer und die Buckquoy-Spinnwirtel auf den Orkney-Inseln.